# Ольгинка (Донецкая область)
О́льгинка — посёлок в Волновахском районе Донецкой области Украины.

## Население
- 1933[2] — 3780 чел.
- 1959 — 5,5 тыс. чел.
- 1970 — 4,8 тыс. чел.
- 1979 — 4,3 тыс. чел.
- 1989 — 4,1 тыс. чел.
- 1992 — 4,0 тыс. чел.
- 1999 — 3,5 тыс. чел.
- 2001 — 3552 чел.
- 2011 — 3269 чел.
- 2019 — 3063 чел.[1]

## Экономика
АОА «Анадольпродукт»; АОЗТ «Экопрод А. Т.»; Комбикормовый завод; КПФ «Азовстройматериал»; Известковый цех № 3; племенное свиноводческое хозяйство частного типа «Pig Farm»; Нефтебаза.
Подчинены сельские населённые пункты:
- Лесное;
- Польное;
- станция Южно-Донбасская.

## Культура
В средней школе обучаются 270 учеников и работает 21 учитель.
В селе Ольгинка родился театральный режиссёр Александр Иванович Дзекун.
В поселке работает Дом культуры на 300 мест. Воспитанники ДК ( вокальные ансамбли "Горлиця", "Джерело", "Джерельце", танцевальный коллектив "Эдельвейс") - выступают на многих сценах и завоёвывают призовые места.

## Топографические карты
- Лист карты L-37-3 Курахово. Масштаб: 1 : 100 000. Состояние местности на 1988 год. Издание 1993 г.
- Лист карты L-37-4 Донецк. Масштаб: 1 : 100 000. Состояние местности на 1988 год. Издание 1993 г.